# 清水馨八郎
清水 馨八郎（しみず けいはちろう、1919年〈大正8年〉 - 2015年〈平成27年〉）は、日本の地理学者。学位は、理学博士。地理学者としては、都市地理学、交通地理学などの分野で業績を残した。晩年は自由主義史観系の評論家・論客として知られた。千葉大学名誉教授。

## 略歴
山梨県出身。（旧制）東京文理科大学（現・筑波大学）理学部地学科卒。
海軍兵学校教官、千葉大学教育学部教授を経て、千葉大学名誉教授。国際武道大学教授、イオンド大学筆頭教授を歴任した。理学博士。勲三等旭日中綬章。日本を守る国民会議発起人。
日本における交通地理学の体系化の進行に貢献した人物の1人であり、交通現象をもとに大都市の都市構造の分析を行い、都市問題や交通問題の研究や対処方法の提言などを行った。政策提言を行う数少ない交通地理学者であった。

## 思想
政治団体「國民新聞社」の機関紙として発行されている『國民新聞』2010年1月25日号において、「小沢一郎は済洲島出身」と題し、小沢一郎、土井たか子、福島瑞穂、菅直人を在日認定する記事を執筆した。しかし、土井たか子と福島瑞穂について、清水が記しているその「本名」なるものは、『WiLL』2008年5月号で花岡信昭が執筆した記事と同じく李高順であり、その『WiLL』は土井から名誉毀損で提訴され、敗訴が確定しているので、清水の議論も不適切である（なお、『WiLL』2008年11月号には、謝罪文が掲載された）。
人工妊娠中絶に反対しており、NPO法人「天使のほほえみ」に中絶の違法化を訴える文章を寄稿している。

### 統一教会との関係
- 清水は統一教会の関連団体「国際勝共連合」新宿支部長、統一教会の関連団体「日韓トンネル研究会」常任理事、統一教会の関連団体「世界平和教授アカデミー」常任理事、統一教会の関連団体「勝共教授団」メンバー、統一教会の関連団体「教科書正常化国民会議」発起人、統一教会の関連団体「日韓文化研究会」発起人だった[11][12][13][14]。

- 1976年1月、統一教会の関連団体「世界平和教授アカデミー」の機関紙「季刊アカデミー」創刊号に寄稿した[15]。
- 世界平和教授アカデミーの機関紙、『知識』の1985年6月号、1986年4月号、1988年7月号に寄稿した[16][17][18]。
- 1985年から1989年にかけて3回以上「日韓トンネル研究」に寄稿した[13][14]。
- 1987年2月に出版された『文鮮明・思想と統一運動』に、清水は「文師の思想と勝共運動」という記事を寄稿した[19]。清水の書いた記事には、「数年前、思い切って夏休みのゼミナールに参加してみたのですが、これが私にこの運動を理解させることになりました」「この統一原理というものは、学んでみますと、神学的・哲学的に大変内容の深いものがあります」「私自身も現在、世界平和教授アカデミー、国際ハイウェイ、日韓トンネル研究会などに参加しています」「文先生はただの人間ではないと真に考えるようになりました。皆さん既にご存知の文先生ですが、私は先生をイエス・キリストすら越える人物、いや聖人と思っております。公的な伝道生活がわずか三年だったイエス・キリストに比べると、文先生は十六歳で神の啓示を受け、それから現在まで五十年間、聖職者として活躍されている」「私から見ても、ここまでくると、常人ではないと思わざるを得ません。先生は神との情報のチャンネルを幾つも持っておられるに違いない」などと書かれていた[19]。

## 著書

### 単著
- 『四街道の地誌』千葉大学教育学部地理学教室、1951年。
- 『房総の自然誌　地理学的考察』古今書院、1952年。
- 『都市交通機関の発生・発展過程と今後の傾向性』清水馨八郎、1958年。
- 『戦後日本の選挙の実態　議員定数固定化の弊害と小選挙区制の人口地理的考察』古今書院、1958年。
- 『参議院選挙制度の矛盾とその改正案　今次選挙結果を分析して』清水馨八郎、1959年8月。
- 『現代都市の繁栄と病根　選挙・首都・地価・交通の社会診断』光和堂、1960年。
- 『大都市地域と交通との基本関係の地理学的研究』東京都企画室、1960年。
- 『首都交通研究』 続 分冊第1集、首都交通対策研究会、1961年。
- 『爆発する都市　生活はどう変わる』講談社〈講談社現代新書〉、1965年。
- 『都市革命　それを阻むもの』東洋経済新報社、1965年。
- 『日本列島の未来　風土・文化・都市』角川書店〈角川新書〉、1968年。
- 『用地補償実務例』 第1、日本ダム協会、1968年。
- 『日本列島のマスタープラン』日本生産性本部、1968年。
- 『欠陥日本再建の道』日新報道、1971年。
- 『東京大地震　都市と個人の生きのびる道』池田書店〈イケダ3Lブックス〉、1971年。
- 『日本列島再発見』角川書店〈角川文庫〉、1973年。
- 『水と光の国土　日本見直し論』日本教文社、1976年。
- 『空の交通と新空港　航空交通の役割と成田空港の首都圏への影響』大明堂、1978年8月。
- 『“すき間”文化論　非常識への挑戦』ダイヤモンド社、1980年12月。
- 『航空新幹線　日本ほど飛行機に適した国はない!』光文社〈カッパ・ビジネス〉、1983年8月。ISBN 4-334-01152-7。
- 『手の文化と足の文化　先端技術ニッポンの謎を探る』日本工業新聞社、1984年12月。ISBN 4-8191-0644-9。
- 『すべての道は東京へ　新東京論』日本工業新聞社、1989年7月。ISBN 4-8191-0575-2。
- 清水馨八郎述『地球環境問題と日本文化の知恵を世界に』日建設計〈都市経営フォーラム 第38回〉、1991年。
- 『よみがえれ日本　日本再発見　日本の文化と歴史を正しく知ろう　祖国日本に自信と誇りを』日本精神修養会、1997年11月。
- 『侵略の世界史　この500年、白人は世界で何をしてきたか』祥伝社、1998年7月。ISBN 4-396-61073-4。
  - 『侵略の世界史　この500年、白人は世界で何をしてきたか』祥伝社黄金文庫、2001年11月。ISBN 4-396-31280-6。
- 『日本人が忘れてしまった「日本文明」の真価』祥伝社、1999年7月。ISBN 4-396-61086-6。
  - 『今、世界が注目する「日本文明」の真価』祥伝社黄金文庫、2002年12月。ISBN 4-396-31314-4。
- 『破約の世界史　この1000年、彼らはいかに騙し、裏切ったか』祥伝社、2000年7月。ISBN 4-396-61105-6。
  - 『裏切りの世界史　この1000年、彼らはいかに騙し、強奪してきたか』祥伝社黄金文庫、2004年12月。ISBN 4-396-31364-0。
- 『『教育勅語』のすすめ　教育荒廃を救う道』日新報道、2000年1月。ISBN 4-8174-0457-4。
  - 『新『教育勅語』のすすめ』日新報道、2007年9月。ISBN 978-4-8174-0655-2。改訂版
- 『愛国―目覚めよ日本 愛せよ日本』ゴマブックス、2000年3月。ISBN 4-907710-53-4。
- 『「白人（グローバル）スタンダード」という新たなる侵略』祥伝社、2002年9月。ISBN 4-396-61154-4。
- 『大東亜戦争の正体　それはアメリカの侵略戦争だった』祥伝社、2006年2月。ISBN 4-396-61263-X。
  - 『大東亜戦争の正体　それはアメリカの侵略戦争だった』祥伝社黄金文庫、2011年7月。ISBN 4-396-31548-1。
- 『誇れる国、日本―謀略に！翻弄された近現代』 2巻、アパグループ、2009年12月。

### 共著・編著・共編著
- 市川正巳共著『房州地辷地帯の研究』千葉県土木部、1955年。
- 「大都市の交通」、多田文男、石田龍次郎 編『現代地理講座』 第4巻、河出書房、1956年。
- 矢嶋仁吉・清水馨八郎「関東」、木内, 信蔵、藤岡, 謙二郎、矢嶋, 仁吉 編『集落地理講座』 第3巻、朝倉書店、1958年。
- 「現代政治地理学への三つの課題――社会科学としての地理学の脱皮を期待して」、『政治地理』 第1集、日本政治地理学会、1960年。
- 「変質する銀座」、臼井吉見 編『現代の教養』 第1、筑摩書房、1966年。
- 谷岡武雄、西村嘉助共編 編『応用地理学とその課題』大明堂、1966年。
- 「通勤地獄を診断する」、臼井吉見 編『現代の教養』 第2、筑摩書房、1967年。
- 「東京大都市圏の未来図」、臼井吉見 編『現代の教養』 第16、筑摩書房、1968年。
- 「日本の地価問題と土地利用の歪曲」、『都市・土地・住宅　創立十周年記念論文集』日本不動産研究所、1969年。
- 服部銈二郎共著『大都市の魅力　大都市魅力度調査報告書』大都市企画主管者会議、1969年。
- 服部銈二郎共著『都市の魅力』鹿島研究所出版会〈SD選書 51〉、1970年。
- 田中洋之介述、清水馨八郎述『新経済社会発展計画について　情報化社会と日本列島都市の将来』全国都道府県議会議長会事務局〈議会職員執務資料シリーズ no.120〉、1970年7月。
- 「GNPからPPMへ――文明の進歩と環境破壊」、『朝日放送大学21世紀セミナー 16』朝日放送企画、朝日ミュージックサービス、1971年。 - 録音テープ。
- 「緑こそ命――緑の日本列島創造」、環境庁長官官房総務課編集 編『生命ある地球　環境週間記念講演集』帝国地方行政学会、1973年。
- 「日本的資源を考える――光と水と土への回帰」、日本青年会議所編集 編『省資源日本の構図』ダイヤモンド社、1974年。
- 「日本の風土と文化」、『日本の英知』日本教文社〈美しき日本の再建のために 3〉、1975年。
- 「多摩丘陵の二つの人災崖崩れについて」、日本大学文理学部地理学教室 編『日本大学地理学科五十周年記念論文集　関東とその周辺』日本大学文理学部地理学教室、1975年。
- 清水馨八郎ほか共著『東京都倒産す　東京はパニックか!!破局を迎えた東京の病巣を鋭くえぐる衝撃の書』エフプロ出版、1976年。
- 「首都圏における千葉市の性格と課題」、日本都市学会 編『巨大都市圏における周辺都市』地人書房〈日本都市学会年報 第10号〉、1976年5月。
- 「成田開港一年の反省と地域及び空港問題今後の課題（報告）」、『航政研シリーズ no.137』（1978-1980年3月）航空政策研究会。
- 「地理学の社会化――私の地理学と社会への歩み」、千葉大学教育学部地理学研究室 編『地理学の社会化　清水馨八郎教授退官記念論文集』大明堂、1985年3月。ISBN 4-470-43019-6。

## 監修
- 雨宮敬次郎述『過去六十年事蹟』清水馨八郎監修、伊藤東一編纂（復刻版）、武蔵野社、1976年6月。